# Giorgi Bagration Bagrationi
Giorgi Bagration Bagrationi (gruzínsky გიორგი ბაგრატიონი, * 27. září 2011 Madrid) je titulární gruzínský princ z dynastie Bagrationů.

## Život
Jeho rodiče bydlí od roku 2010 ve Španělsku a on sám se narodil ve španělském Madridu. Je synem prince Davida Bagration-Muchranského a princezny Any Bagration-Gruzinské. Protože je potomkem obou větví dynastie, může jeho následnictví v budoucnu vyřešit vzájemné spory ohledně nároků obou dynastických větví na gruzínský trůn. Z tohoto důvodu také nese právě příjmení „Bagration-Bagrationi“ a nikoliv „Bagration-Muchranský“ nebo „Bagration-Gruzinský“.
Poté, co se Giorgiovi rodiče v roce 2013 rozvedli, byl se svým otcem vyfotografován na několika civilních a náboženských akcích. 
V současné době princ Nugzar Bagration-Gruzinský neuznává svého vnuka jako nástupce gruzínského trůnu a požaduje od jeho otce podepsání písemné dohody, kterou se uzná princ Nugzar a dynastická linie Gruzínských jako jediná oprávněná k nástupnictví na gruzínský trůn.